# Болотник прудовой
Болотник прудовой (лат. Callitriche stagnalis) — вид цветковых растений рода Болотник (лат. Callitriche) семейства Подорожниковые (лат. Plantaginaceae).

## Ботаническое описание

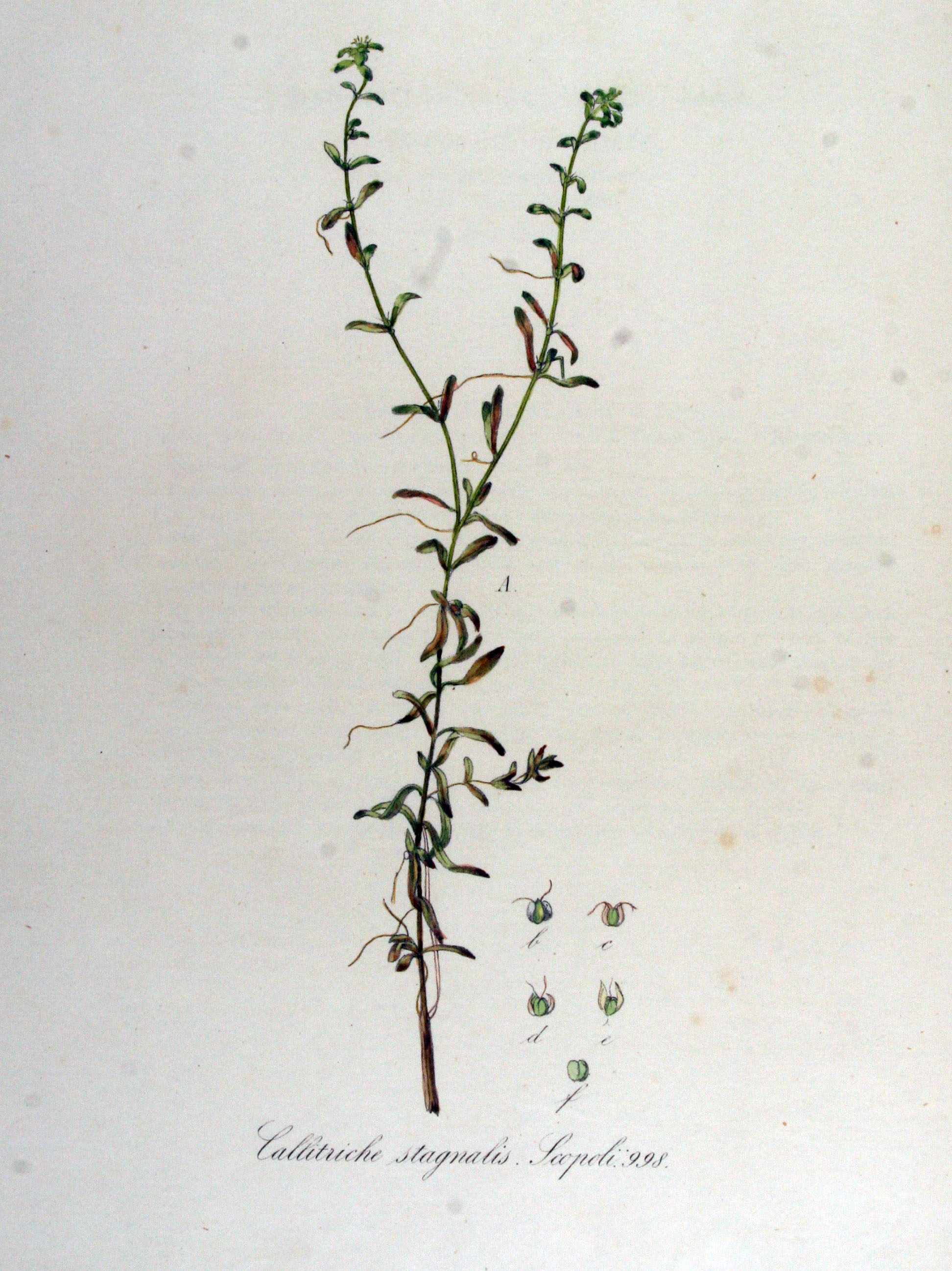
Callitriche stagnalis.

Многолетнее травянистое водное растение. Тонкие стебли длиной до 40 см, достигая поверхности воды, образуют скопления листьев, собранных в розетки, часто от круглой и ложковидной до линейной и ланцетной формы, но различные по морфологии. Растения однодомные, мужские и женские цветки располагаются на одном растении. И те, и другие цветки мелкие, беловатого цвета.

## Ареал и местообитание
Исконно вид произрастал в Европе, однако в настоящее время он присутствует и на других материках как интродуцированный. Обитает на мелководье или в прибрежном иле на высоте от 0 до 1200 м над уровнем моря.

## Хозяйственное значение и применение
В местах, где вид является интродуцированным, он иногда становится инвазивным и злостным сорняком, засоряющим водные пути.

## Синонимика
- Callitriche aestivalis Thuill.
- Callitriche dioica Schur
- Callitriche minor Bellynck
- Callitriche palustris subsp. stagnalis (Scop.) Schinz & Thell.
- Callitriche stagnalis f. caespitosa Glück
- Callitriche stagnalis f. heterophylla Glück
- Callitriche stagnalis f. terrestris Glück
- Callitriche stagnalis var. transsilvanica (Schur) Nyman
- Callitriche stagnalis var. vulgaris Kütz.
- Callitriche verna Savi
- Stellina platycarpa Bubani
- Stellina stagnalis Bubani[1]